# Khowrīlar
Khowrīlar (persiska: خوریلر, Khūrīlar, حوری لر) är en ort i Iran.   Den ligger i provinsen Östazarbaijan, i den nordvästra delen av landet, 500 km väster om huvudstaden Teheran. Khowrīlar ligger 1 392 meter över havet och antalet invånare är 265.
Terrängen runt Khowrīlar är kuperad norrut, men söderut är den platt. Runt Khowrīlar är det ganska tätbefolkat, med 90 invånare per kvadratkilometer. Närmaste större samhälle är Leylān, 10,5 km sydväst om Khowrīlar. Trakten runt Khowrīlar består i huvudsak av gräsmarker.